# Nassir Ghaemi
Nassir Ghaemi é um psiquiatra com certificação profissional pelo American Board of Psychiatry and Neurology. Atua como Diretor da Psychopharmacology Consultation Clinic na Tufts Medical Center e como Professor de Psiquiatria na Tufts University School of Medicine , além de ser Docente em Psiquiatria na Harvard Medical School . Sua prática clínica e sua pesquisa concentram-se em depressão e transtorno maníaco-depressivo.
Ghaemi publicou mais de 300 artigos científicos  e escreveu pelo menos 10 livros, incluindo um tratado de psicofarmacologia e um livro sobre métodos de pesquisa em psiquiatria.
Reconhecido como especialista em psiquiatria, já foi destaque em diversos veículos da grande mídia, como CNN, MSNBC, Fox, The New York Times, The Boston Globe, entre outros. Seu livro A First-Rate Madness tornou-se um best-seller nacional nos Estados Unidos, tendo trechos publicados no Wall Street Journal  e resenhas em jornais de grande circulação como The New York Times  e The Washington Post.
Ao longo de sua carreira, Ghaemi integrou diversos corpos editoriais de revistas psiquiátricas e, há mais de cinco anos, atua como Editor Associado da revista Acta Psychiatrica Scandinavica . É Membro Vitalício Distinto da American Psychiatric Association  e foi presidente da Massachusetts Psychiatric Society na gestão 2024-2025 .

## Livros Publicados
| Ano de publicação                                    | Título                                                                                    | Editora                                              | Disponível em Português?    |
| ---------------------------------------------------- | ----------------------------------------------------------------------------------------- | ---------------------------------------------------- | --------------------------- |
| 2002                                                 | Polypharmacy in Psychiatry                                                                | CRC Press                                            | Não                         |
| 2006 (original em inglês) / 2007 (versão brasileira) | Depressão Bipolar: Um Guia Abrangente                                                     | American Psychiatric Association Publishing / Artmed | Sim                         |
| 2007                                                 | The Concepts of Psychiatry: A Pluralistic Approach to the Mind and Mental Illness         | Johns Hopkins University Press                       | Não                         |
| 2007                                                 | Mood Disorders: A Practical Guide                                                         | Lippincott Williams & Wilkins                        | Não                         |
| 2012                                                 | The Rise and Fall of the Biopsychosocial Model: Reconciling Art and Science in Psychiatry | Johns Hopkins University Press                       | Não                         |
| 2013                                                 | On Depression: Drugs, Diagnosis, and Despair in the Modern World                          | Johns Hopkins University Press                       | Não                         |
| 2012 (Versão original) / 2017 (versão portuguesa)    | A Mente Louca dos Grandes Líderes                                                         | Penguin Books / Matéria Prima                        | Sim (Português de Portugal) |
| 2018                                                 | Clinical Psychopharmacology: Principles and Practice                                      | Oxford University Press                              | Não                         |
| 2023                                                 | A Clinician's Guide to Statistics in Mental Health                                        | Cambridge University Press                           | Não                         |
| 2024                                                 | LETTERS TO A MEDICAL STUDENT and other essays                                             | Publicação independente                              | Não                         |

## Ligações Externas
- Blog Psychiatry Letter no Substack
- Produção científica indexada no Scopus